# Конти-Боруча
Конти-Боруча (пол. Kąty-Borucza) — село в Польщі, у гміні Добре Мінського повіту Мазовецького воєводства.
Населення — 122 особи (2011).
У 1975-1998 роках село належало до Седлецького воєводства.

## Демографія
Демографічна структура станом на 31 березня 2011 року:
|          | Загалом | Допрацездатний вік | Працездатний вік | Постпрацездатний вік |
| -------- | ------- | ------------------ | ---------------- | -------------------- |
| Чоловіки | 62      | 14                 | 42               | 6                    |
| Жінки    | 60      | 17                 | 27               | 16                   |
| Разом    | 122     | 31                 | 69               | 22                   |